# Husqvarna
Husqvarna Grupa je najveći svjetski proizvođač robotskih kosilica, vrtnih traktora, motornih pila i trimera. Sjedištem tvrtke je gradu Huskvarni u Švedskoj. Grupa je također europski lider u proizvodnji proizvoda za navodnjavanje i jedan od svjetskih lidera u proizvodnji opreme za rezanje kamena. Husqvarna Grupa sponzorira različite lokalne inicijative, među njima švedski hokejski klub HV71. Prema podacima iz 2012. godine tvrtka zapošljava 15.429 radnika.

## Brendovi
Globalne marke:
- Husqvarna
- Gardena
- McCulloch
- Diamant Boart

Taktički marke:
- Jonsered
- Poulan
- Weedeater
- Dixon

Regionalne marke:
- Klippo
- Flymo
- Zenoah
- Bluebird

## Vanjske poveznice
- Službena stranica